# Hnatkowice
Hnatkowice (w latach 1977–1981 Ignaców) – wieś w Polsce położona w województwie podkarpackim, w powiecie przemyskim, w gminie Orły.
W latach 1975–1998 miejscowość administracyjnie należała do województwa przemyskiego.

## Części wsi
| SIMC    | Nazwa      | Rodzaj    |
| ------- | ---------- | --------- |
| 0607370 | Getto      | część wsi |
| 0607386 | Górka      | część wsi |
| 0607392 | Granica    | część wsi |
| 0607400 | Jachnowica | część wsi |
| 0607417 | Stawiska   | część wsi |
| 0607423 | Stryjaki   | część wsi |

Dawniej wieś nazywała się Ignaców. Znajduje się tu cmentarz austriacki z I wojny światowej. Przez Hnatkowice przepływa Rada.